# Далас Маверикс
Далас Маверикс е професионален баскетболен отбор от Далас. Състезава се в НБА в Югозападната дивизия на Западната Конференция.

## История
Основани са през 1980 и са печелили веднъж Западната Конференция (2006). На финалите в НБА се изправят срещу Маями Хийт и губят с 2-4 срещи.
2011 година печелят трофея отново срещу Маями Хийт с 4-2.
Носят името на уестърн сериала „Маверик“, чиято звезда Джеймс Гарнър е част от групата съсобственици на отбора. От 2001 играят мачовете си в 20 000-та зала Америкън Еърлайнс Сентър.

## Успехи
- Шампиони на Югозападната дивизия – 5 пъти (1987, 2007, 2010, 2021, 2024)
- Шампиони на Западната Конференция – 3 пъти (2006, 2011, 2024)
- Шампиони на НБА – 1 път (2011)

## Известни играчи
- Джейсън Кид
- Стив Неш (бивш играч)
- Денис Родман (бивш играч)
- Дирк Новицки
- Лука Дончич